# 10121 Arzamas
10121 Arzamas eller 1993 BS4 är en asteroid i huvudbältet som upptäcktes den 27 januari 1993 av den belgiske astronomen Eric W. Elst vid CERGA-observatoriet. Den är uppkallad efter den ryska staden Arzamas.
Asteroiden har en diameter på ungefär 11 kilometer och den tillhör asteroidgruppen Themis.